# Skylark (film)
Skylark è un film statunitense del 1941 diretto da Mark Sandrich, basato sull'omonima opera teatrale di Samson Raphaelson